# Puente del Abismo
El puente del Abismo (del francés: Pont de l'Abîme) es un puente colgante situado en Francia, en el departamento de la Alta Saboya.
Cuenta con una luz de 64 metros, y permite la unión entre las comunas de Cusy y Gruffy, atravesando el río Chéran, a una altitud de 96 metros. Gracias a este puente se atajan 8 kilómetros aguas arriba.
La obra comenzó en el verano de 1887 bajo la dirección del ingeniero de Caminos, Canales y Puertos francés Ferdinand Arnodin, siendo inaugurado el 30 de enero de 1888, a pesar de que no se abriría al tráfico hasta el 25 de marzo de 1891.